# Jang Su-jeong
Jang Su-jeong (ur. 13 marca 1995 w Pusan) – południowokoreańska tenisistka, reprezentantka kraju w rozgrywkach Pucharu Billie Jean King.

## Kariera tenisowa
W karierze zwyciężyła w dwunastu singlowych i siedemnastu deblowych turniejach rangi ITF. 11 lipca 2022 roku zajmowała najwyższe miejsce w rankingu singlowym WTA Tour – 114. pozycję. 22 maja 2023 roku osiągnęła najwyższą pozycję w rankingu deblowym – 82. miejsce.
W sezonie 2017 osiągnęła finał zawodów WTA 125K series w Honolulu, w którym przegrała 6:0, 2:6, 3:6 z Zhang Shuai. W 2022 roku zwyciężyła w rozgrywkach tej samej kategorii w Båstad, wygrywając w meczu finałowym 3:6, 6:3, 6:1 z Rebeką Masarovą.

## Finały turniejów WTA 125
| Legenda                     | Legenda |
| --------------------------- | ------- |
| Wielki Szlem                |         |
| Igrzyska olimpijskie        |         |
| WTA Tour Championships      |         |
| 2009 – 2020                 |         |
| WTA Premier Mandatory       |         |
| WTA Premier 5               |         |
| WTA Premier                 |         |
| WTA International Series    |         |
| WTA 125K series (2012–2020) |         |
| od 2021                     |         |
| WTA 1000 (obowiązkowe)      |         |
| WTA 1000 (nieobowiązkowe)   |         |
| WTA 500                     |         |
| WTA 250                     |         |
| WTA 125                     |         |

### Gra pojedyncza 2 (1–1)
| Końcowy wynik | Nr | Data              | Turniej  | Nawierzchnia | Przeciwniczka   | Wynik finału  |
| ------------- | -- | ----------------- | -------- | ------------ | --------------- | ------------- |
| Finalistka    | 1. | 26 listopada 2017 | Honolulu | Twarda       | Zhang Shuai     | 6:0, 2:6, 3:6 |
| Zwyciężczyni  | 1. | 9 lipca 2022      | Båstad   | Ceglana      | Rebeka Masarova | 3:6, 6:3, 6:1 |

### Gra podwójna 3 (1–2)
| Końcowy wynik | Nr | Data              | Turniej      | Nawierzchnia | Partnerka  | Przeciwniczki                      | Wynik finału   |
| ------------- | -- | ----------------- | ------------ | ------------ | ---------- | ---------------------------------- | -------------- |
| Finalistka    | 1. | 20 listopada 2022 | Buenos Aires | Ceglana      | You Xiaodi | Irina Bara Sara Errani             | 1:6, 5:7       |
| Zwyciężczyni  | 1. | 24 czerwca 2023   | Gaiba        | Trawiasta    | Han Na-lae | Weronika Falkowska Katarzyna Piter | 6:3, 3:6, 10–6 |
| Finalistka    | 2. | 14 lipca 2023     | Båstad       | Ceglana      | Eri Hozumi | Irina Chromaczowa Panna Udvardy    | 6:4, 3:6, 5–10 |

## Wygrane turnieje rangi ITF
| turnieje z pulą nagród 100 000 $   |
| turnieje z pulą nagród 75/80 000 $ |
| turnieje z pulą nagród 50/60 000 $ |
| turnieje z pulą nagród 25 000 $    |
| turnieje z pulą nagród 15 000 $    |
| turnieje z pulą nagród 10 000 $    |

|     | Data       | Turniej    | Naw.          | Przeciwniczka   | Wynik            |
| 1.  | 23/02/2014 | Salisbury  | Twarda        | Wang Yafan      | 6:3, 7:6(6)      |
| 2.  | 09/03/2014 | Mildura    | Trawiasta     | Alison Bai      | 6:1, 6:3         |
| 3.  | 25/05/2014 | Karuizawa  | Trawiasta     | Arina Rodionowa | 6:3, 6:4         |
| 4.  | 01/03/2015 | Clare      | Twarda        | Pia König       | 6:3, 6:3         |
| 5.  | 28/03/2015 | Bangkok    | Twarda        | Miyabi Inoue    | 6:2, 6:4         |
| 6.  | 10/04/2016 | Kashiwa    | Twarda        | Wang Yafan      | 6:4, 1:6, 6:3    |
| 7.  | 28/07/2019 | Nonthaburi | Twarda        | Xun Fangying    | 6:1, 2:6, 6:4    |
| 8.  | 21/03/2021 | Antalya    | Ceglana       | Mai Hontama     | 4:6, 6:3, 6:2    |
| 9.  | 22/08/2021 | Oldenzaal  | Ceglana       | Malene Helgo    | 6:3, 6:2         |
| 10. | 03/04/2022 | Canberra   | Ceglana       | Yūki Naitō      | 6:7(3), 6:1, 6:4 |
| 11. | 12/03/2023 | Astana     | Twarda (Hala) | Moyuka Uchijima | 6:1, 6:4         |
| 12. | 02/04/2023 | Kōfu       | Twarda        | Han Na-lae      | 2:6, 6:3, 6:2    |